# 梅坦
梅坦（法語：Metting，法語發音：[mɛtɛ̃]）是法国摩泽尔省的一个市镇，属于萨尔堡-萨兰堡区。

## 地理
梅坦（48°48'46"N, 7°12'43"E）面积5.21 平方千米，位于法国大東部大區摩泽尔省，该省份为法国东北部内陆省份，是洛林的一部分，西南接默尔特-摩泽尔省，东临下莱茵省，北与卢森堡和德国接壤。
与梅坦接壤的市镇（或旧市镇、城区）包括：昂格维莱、韦凯尔斯维莱、韦斯尚、万泰尔斯布尔、齐兰、锡维莱尔。

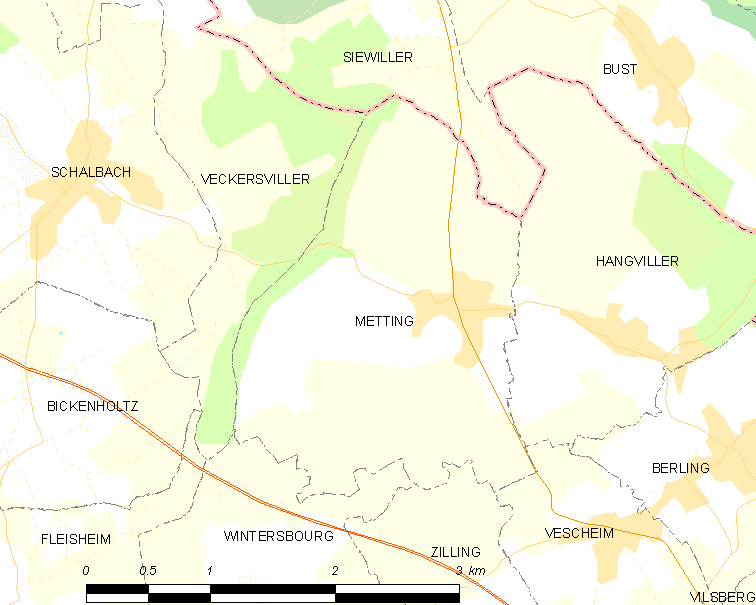
梅坦的OSM定位图

梅坦的时区为UTC+01:00、UTC+02:00（夏令时）。

## 行政
梅坦的邮政编码为57370，INSEE市镇编码为57462。

## 政治
梅坦所属的省级选区为法尔斯堡县。

## 人口

1962-2008年间梅坦人口变化图示

梅坦于2022年1月1日时的人口数量为425人。